# Stelis xerophila
Stelis xerophila là một loài thực vật có hoa trong họ Lan. Loài này được (Schltr.) Soto Arenas mô tả khoa học đầu tiên năm 2002.